# Vocal quasioberta central
La vocal quasioberta central és un tipus de so vocal utilitzat en alguns parlars. El símbol de l'Alfabet Fonètic Internacional que representa aquest so és [ɐ], una a minúscula llatina capgirada.

## Característiques
- Té el primer grau d'obertura, semioberta, que significa que la posició de la llengua és similar a una vocal oberta però lleugerament més estreta.
- El punt d'articulació és central, és a dir que la llengua se situa a mig camí entre una vocal anterior i una posterior.
- El caràcter d'arrodoniment és indefinit.

## Utilització
En català representa el so especialment obert de la vocal neutra que es dona en català barceloní en lloc del so estàndard [ə], per exemple [bɐɾsɐˈlonɐ].
En altres llengües:
- Alemany: der [deːɐ];
- Anglès (alguns dialectes): cup [kɐp];
- Portuguès: vida [ˈvidɐ].